# Ernst-Barlach-Theater

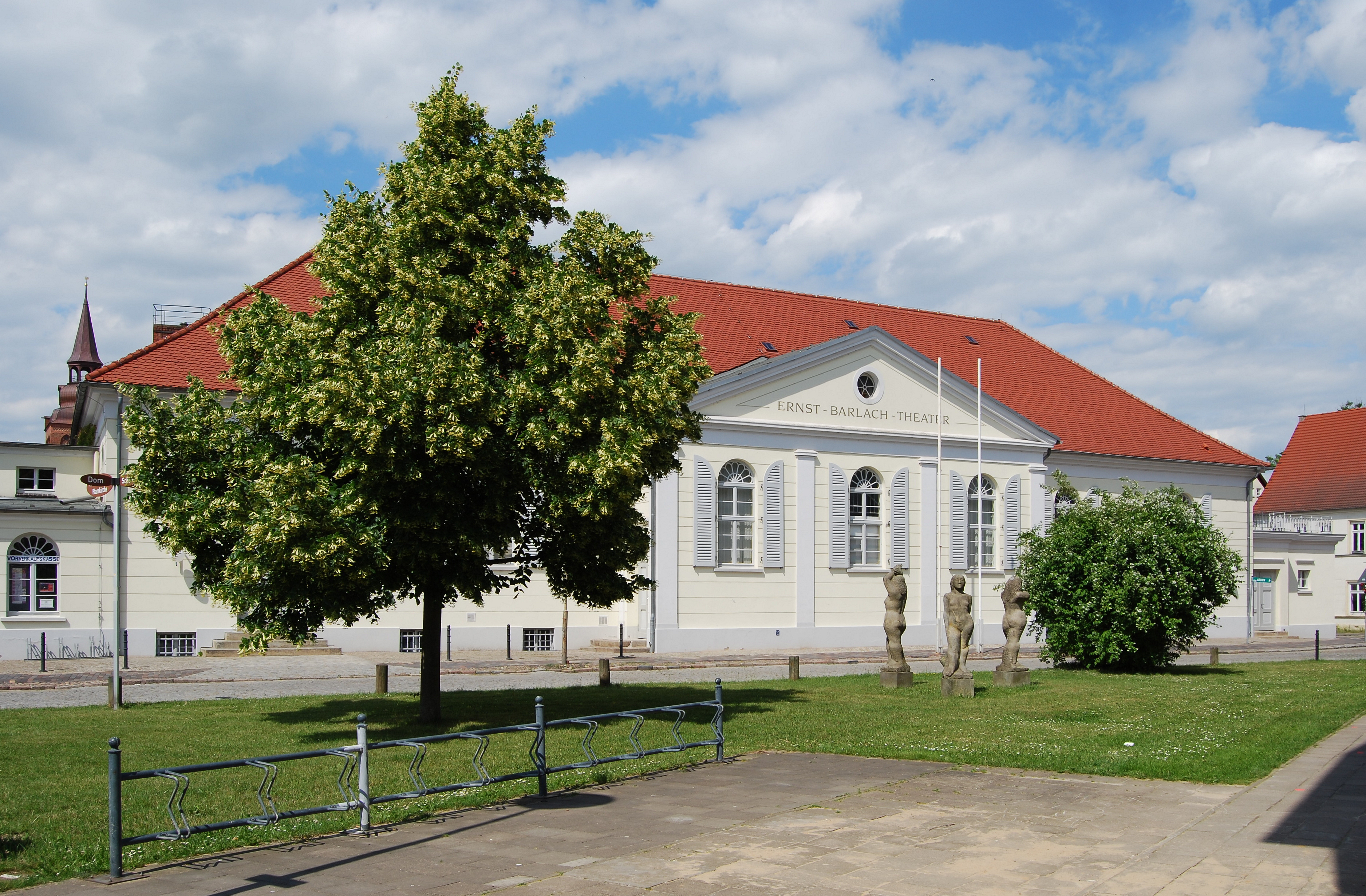
Theatergebäude

Das Ernst-Barlach-Theater ist ein Theater am Franz-Parr-Platz 8 in der Stadt Güstrow in Mecklenburg.

## Geschichte
Das Theater ist der älteste erhalten gebliebene Theaterbau in Mecklenburg. Auf Initiative von Friedrich Piper und Carl Daniel Lönnies konnte Georg Adolph Demmler 1828 den Bau mit zusätzlichen Spendengeldern der Güstrower Bürger errichten. Die Stadt Güstrow stellte für das Bauprojekt den Bauplatz und das Baumaterial kostenlos zur Verfügung. Dafür ging vereinbarungsgemäß das Eigentum am Theater nach Errichtung an die Stadt über. Bereits am 12. Oktober 1828 wurde der Theaterbau durch eine Aufführung des „Großherzoglichen Hoftheaters“ (heute Mecklenburgisches Staatstheater) aus Schwerin eingeweiht.
Von 1839 bis 1853 erfolgte ein fester Anschluss an das Rostocker Theater, ehe die Räumlichkeiten von 1886 bis 1888 als Kaserne benutzt wurden. In den folgenden Jahren wurde das Gebäude wieder als Theater genutzt und von einem kleinen, stets wechselnden Ensemble junger Schauspieler bespielt. Dabei war 1912/13 auch Hans Albers in Güstrow zu erleben, der dort auch als Bühnenhelfer tätig war und vorwiegend die Rollen der jugendlichen Liebhaber spielte.
1921 wurde die niederdeutsche Laienbühne „Güstrower Volks- und Heimatspiele“ gegründet, doch bereits 1923/24 wurde das Theater zum Kino umgebaut. Mitte der 1920er Jahre wurde das Theater erneut eine Filiale des Rostocker Stadttheaters, bis es zur Zeit der Weltwirtschaftskrise 1931 geschlossen wurde. 1933 wurde das Theater neu belebt und die Verwaltung des Güstrower Theaters der „Niederdeutschen Bühne“ übertragen. Nach der Gründung einer „Mecklenburgischen Landesbühne“ mit Sitz in Güstrow im Jahr 1938, fanden pro Monat vier bis fünf Vorstellungen statt, bis der Theaterbetrieb am 1. September 1944 völlig eingestellt wurde. Am Kriegsende wurden die Räumlichkeiten für Kriegsflüchtlinge benötigt.
Nach Kriegsende nahm das Güstrower Theater als erstes in Norddeutschland den Spielbetrieb wieder auf. Frühere Schauspieler und Mitarbeiter initiierten die Gründung eines eigenen Ensembles. In den folgenden Jahren schafften es die bis zu 175 Mitglieder, ein Drei-Sparten-Theater zu betreiben, welches von der „Niederdeutschen Bühne Güstrow“ flankierend unterstützt wurde.
Von 1955 bis 1957 erfolgten der Umbau des Bühnenhauses, des Zuschauerraumes und die Restaurierung der historischen Fassade bei streckenweise laufendem Betrieb, bis es am 1. September 1957 offiziell wiedereröffnet wurde. Auf Beschluss des Rates der Stadt erhielt es den neuen Namen „Ernst-Barlach-Theater“.
Seit dem 1. Januar 1976 ist das Theater ein reines Gastspieltheater in Trägerschaft des Landkreises.